# 桑图瓦
桑图瓦（法語發音：[sɛ̃twa]；位于孚日省的部分称为）是法国洛林的一个传统地区，横跨默尔特-摩泽尔省南部与孚日省